# Mathias Rust
Mathias Rust (Wedel, 1. lipnja 1968.) je Nijemac poznat po svom ilegalnom letu i slijetanju pokraj Crvenog trga u Moskvi 1987. godine. 
Kao zrakoplovni amater poletio je iz Finske u Moskvu naizgled izbjegavajući sovjetsku zračnu obranu. Najvećim dijelom leta avion je praćen. Nakon rušenja korejskog civilnog aviona s 269 putnika 1983. godine sovjetskim zračnim snagama zabranjena bilo kakva upotreba sile prema civilnim zrakoplovima. Razlog nemogućnosti praćenja Cessne 172B tijekom preleta sovjetskog teritorija ometao je ostali redovni zračni promet.

## Tijek leta
S unajmljenim avionom Cessna 172B 28. svibnja 1987. godine Mathias Rust uzletio je sa zračne luke Helsinki-Malmi rekavši kontroli leta da leti za Stockholm. Nakon završetka komunikacije usmjerio je svoj avion prema istoku. Kontrola leta pokušala ga je upozoriti da leti prema vrlo prometom zračnom putu Helsinki-Moskva, ali Rust je isključio radio-opremu na svom avionu. 
Rustov avion je nestao s radara finske kontrole leta pokraj Sipoo-a nakon čega je odmah organizirana potraga za "nestalim" avionom. Nađena je i uljna mrlja na moru u području nestanka aviona te je istraživano i podmorje, ali bez rezultata. 
U međuvremenu Rust je preletio Baltičku obalu u Estoniji i usmjerio avion prema Moskvi. U 14:29 sati pojavljuje se na radaru protuzračne obrane. Nakon neuspjele uspostave komunikacije letu je dodijeljen borbeni kodni broj 8255. Cijela protuzračna obrana stavljena je u stanje pripravnosti. Borbeni lovci naoružani raketama zrak-zrak pratili su Cessnu jedno vrijeme, povremeno je gubeći iz vida, ali nisu dobili dozvolu za njeno rušenje.
Oko 7:00 Rust se pojavio iznad Moskve. Prva namjera bila mu je sletjeti pored Kremlja, ali se zbog premalog potrebnog prostora okrenuo prema Crvenom trgu. Zbog prevelikog prometa i nakon nekoliko napravljenih krugova iznad Crvenog trga spušta avion na otvoreni prostor pored Katedrale Vasilija Blaženog gdje se nalazila manja gužva. Neposredno nakon slijetanja je uhićen. 

## Posljedice
Rusta su optužili za izgredništvo (njegovo slijetanje, po mišljenju suda, ugrožavalo je živote ljudi koji su se nalazili na trgu), kršenje zrakoplovnih propisa i nezakonit prijelaz sovjetske granice. Rust je izjavio na sudu da je njegov let bio "poziv na mir". 4. rujna Rusta su osudili na četiri godine zatvora. Mathias Rust se vratio u Njemačku 3. kolovoza 1988. nakon što je Andrej Gromyko, tadašnji predsjednik prezidijuma Vrhovnog Savjeta SSSR, potpisao pomilovanje. Rust je proveo u istražnom zatvoru i zatvoru sveukupno 432 dana.
Bez obzira na to što su snage protuzračne obrane rano otkrile Rusta, u sovjetskim je novinama njegov let bio prikazan kao slom sovjetskog sustava protuzračne obrane. Mihail Gorbačov je iskoristio izgred da bi smijenio ministra obrane Sergeja Sokolova i zapovjednika protuzračne obrane Aleksandra Koldunova, a također radi kasnijeg smanjivanja oružanih snaga. Obojica su bili politički protivnici Gorbačova. Umjesto njih je postavio ljude koji su podržavali njegov politički pravac, iako je jedan od njih – novi ministar obrane Dmitrij Jazov – kasnije sudjelovao u puču protiv Gorbačova.
Zapovjednik Moskovskog okruga protuzračne obrane general-pukovnik Vladimir Carkov, imenovan na dužnost u svibnju 1987. godine, nekoliko dana prije događaja dobio je ukor, no ostao je na dužnosti.
Kako su primijetile novine "Trud", američki stručnjak za nacionalnu sigurnost William E. Odom pisao je da su "nakon Rustovog leta u sovjetskoj vojsci bile provedene radikalne promjene usporedive s čistkom oružanih snaga koje je organizirao Staljin 1937. godine".

## Rustov život nakon leta
U studenom 1989. Rust, koji je bio na civilnom služenju u bolnici u njemačkom gradu Rissen, ubo je nožem medicinsku sestru zato što je odbila poći s njim na sastanak. Zbog toga je bio 1991. osuđen na 4 godine zatvora, no nakon svega 15 mjeseci oslobođen. U travnju 1994. Rust je izjavio da se želi vratiti u Rusiju. Tamo je posjetio dječji dom i počeo mu donirati novac. Dugo vremena je živio na Trinidadu.
Zatim se, kao 28-godišnjak, proputovavši cijeli svijet, Rust vratio u domovinu. Tamo je izjavio da se namjerava oženiti djevojkom iz Indije po imenu Geetha, kćeri bogatog trgovca čajem iz Mumbaija. Usprkos glasinama nije prešao na hinduizam. Nakon vjenčanja Rust se sa ženom vratio u Njemačku.
U travnju 2001. Rust se pojavio pred sudom pod optužbom da je ukrao pulover u robnoj kući. Od 2002. Rust je živio u Hamburgu s drugom ženom Athenom.
Danas Mathias Rust zarađuje za život igranjem pokera. Memoari Rusta bit će objavljeni 2012. na 25-godišnjicu njegova poznatog leta.

## Zanimljive činjenice
- Rustov zrakoplov je do 2008. bio u vlasništvu bogatog japanskog biznismena. Čuvao ga je u hangaru, nadajući se da će mu s vremenom narasti vrijednost.[6] 2008. zrakoplov je kupio Njemački tehnički muzej, u kojem je izložen u predvorju.[7]
- Nakon što se Rust prizemljio neko su vrijeme Crveni trg nazivali Šeremetjevo-3. Među vojnim licima zrakoplovno-lovačkih pukovnija vojska protuzračne obrane zemlje pričala se anegdota o dvojici pilota poručnika na Crvenom trgu, od kojih je jedan zamolio drugog cigaretu. Drugi mu je pak odgovorio u smislu "Što ti je?! Na aerodromu je zabranjeno pušiti!".[8] Također se u zemlji pričala anegdota da su kod fontane pokraj Teatra Boljšoj postavili milicijsku stražu u slučaju da izroni američka podmornica.[9]
- Igor Irtenjev je iste godine napisao o Rustovom letu pjesmu Leti njemački avion…[10] Ruska grupa "Zodčije" je na te stihove napisala pjesmu Posvjaščenije letčiku Rustu (hrv. Posveta avijatičaru Rustu).
- Pjesnik i bard Julij Kim je napisao o Rustovom letu pjesmu Kadrilja za Mathiasa Rusta".[11]
- Grupa Lesopoval je otpjevala pjesmu Minin i Požarski (glazba Sergeja Koržukova, riječi Mihaila Taniča) u kojoj je glavni lik Mathias Rust.
- Grupa Nolj je snimila tim povodom pjesmu Ja- zrakoplov.
- Grupa Modern Trouble je 1987. snimila pjesmu Fly to Moscow.
- Ime Mathiasa Rusta se također spominje u pjesmu grupe Čajf (autor V. Šahrin) — "...i kao Mathias Rust, prelazio bih granice".